# أندرو ويليس
أندرو ويليس (بالإنجليزية: Andrew Willis) هو سباح بريطاني، ولد في 3 ديسمبر 1990 في فريملي في المملكة المتحدة.

## روابط خارجية
- أندرو ويليس على موقع الاتحاد الدولي للسباحة (الإنجليزية)
- أندرو ويليس على موقع SwimRankings.net (الإنجليزية)
- أندرو ويليس على موقع اللجنة الأولمبية الدولية (الإنجليزية)
- أندرو ويليس على موقع أوليمبيديا (الإنجليزية)
- أندرو ويليس على موقع اللجنة الأولمبية البريطانية (الإنجليزية)
- أندرو ويليس على موقع اتحاد ألعاب الكومنولث (مؤرشف) (الإنجليزية)